# Bò sát răng thú
Theriodontia (nghĩa là "răng thú", ý muốn nói tới răng giống như răng thú nhiều hơn), là nhóm chính thứ ba của bộ Therapsida. Chúng có thể được định nghĩa theo các thuật ngữ truyền thống của phân loại Linnaeus, trong trường hợp đó chúng là một phân bộ của bò sát giống như thú đã sinh sống từ Trung Permi tới Trung Creta, hoặc theo các thuật ngữ của miêu tả theo nhánh học, trong trường hợp đó chúng bao gồm không chỉ các bò sát răng thú truyền thống mà còn bao gồm cả các hậu duệ còn sinh tồn là động vật có vú (theo cùng một cách, khi nói theo kiểu của miêu tả theo nhánh, như khủng long hông thú (Theropoda) bao gồm cả chim như là một phân nhánh của nó).
Bò sát răng thú đã xuất hiện cùng như đồng thời với Anomodontia (bò sát răng lạ), khoảng 265 triệu năm trước, trong kỷ nguyên thuộc Permi giữa. Ngay cả những con bò sát răng thú thời kỳ đầu này cũng giống như động vật có vú nhiều hơn so với những người anh em đương thời của chúng thuộc các phân bộ Anomodontia và Dinocephalia (bò sát đầu khủng long). 

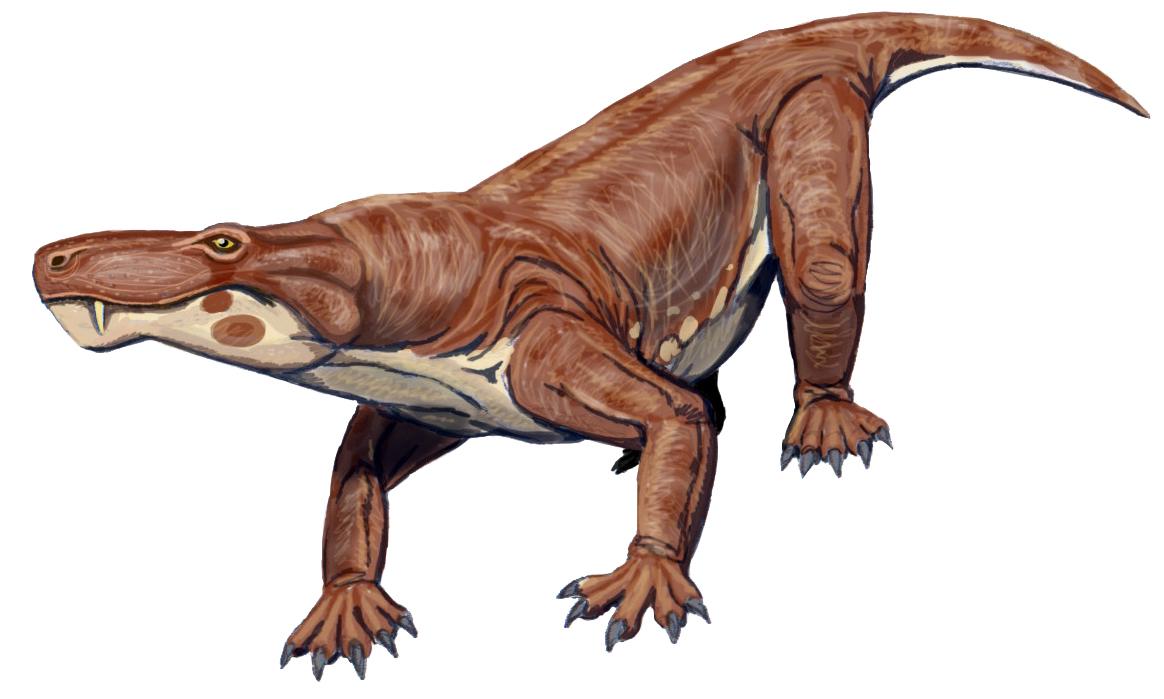
Scylacosaurus.

Bò sát răng thú được chia ra thành ba nhóm hay ba phân bộ chính là: Gorgonopsia (bò sát mặt Gorgon), Therocephalia (bò sát đầu thú) và Cynodontia (bò sát răng chó). Các loài bò sát răng thú đầu tiên có thể là động vật máu nóng. Các dạng ban đầu là động vật ăn thịt, nhưng một vài nhóm xuất hiện muộn hơn đã trở thành động vật ăn cỏ trong kỷ Trias.
Quai hàm của động vật răng thú trông giống như của thú nhiều hơn khi so với các loài Therapsida khác, vì hàm dưới của chúng đã lớn hơn, tạo cho chúng khả năng nhai hiệu quả hơn. Ngoài ra, một vài xương khác từng nằm ở hàm dưới (thấy có ở bò sát), đã di chuyển vào các tai, cho phép bò sát răng thú nghe tốt hơn và miệng há ra rộng hơn. Điều này làm cho bò sát răng thú trở thành nhóm thành công nhất trong số các loài Synapsida.
Eutheriodontia là tên khoa học để chỉ tất cả các dạng bò sát răng thú nào không thuộc về phân bộ Gorgonopsia (nhóm bò sát răng thú cổ và nguyên thủy nhất). Nó bao gồm hai phân bộ là Therocephalia và Cynodontia cùng các hậu duệ của phân bộ này là động vật có vú. Tên gọi khoa học này có nghĩa là "bò sát răng thú thật sự". Eutheriodontia có hộp sọ lớn hơn, phù hợp với não lớn hơn và các cơ quai hàm đã được hoàn thiện.
Theriodontia (Eutheriodontia) là một trong hai nhóm Synapsida còn sống sót sau sự kiện tuyệt chủng kỷ Permi–kỷ Trias, nhóm kia là cận bộ Dicynodontia (bò sát hai răng chó) của phân bộ bò sát răng lạ. Phân bộ Therocephalia bao gồm cả các dạng ăn thịt và ăn cỏ; và cả hai nhóm này đều bị tiêu diệt sau Trias sớm. Nhóm bò sát răng thú còn lại là bò sát răng chó (Cynodontia), cũng bao gồm các dạng ăn thịt (như Cynognathus), và các dạng ăn cỏ mới tiến hóa (như thú răng ngang (Traversodontidae)). Trong khi Traversodontidae trong phần lớn thời gian tồn tại có kích thước từ trung bình tới lớn hợp lý (chiều dài của các loài to lớn nhất đạt tới 2 m), thì các dạng ăn thịt đã trở thành nhỏ hơn rất nhiều khi kỷ Trias diễn ra. Vào cuối kỷ Trias các loài bò sát răng chó nhỏ, bao gồm thú răng ba mấu (Tritylodontiadae), có lẽ có họ hàng hay là hậu duệ từ Travsersodontidae, giống như động vật gặm nhấm, và thú răng ba góc (Trithelodontidae) nhỏ bé giống như chuột chù, đã tiến hóa thành những động vật có vú đầu tiên. Các loài thú răng ba góc đã bị tiêu diệt trong kỷ Jura, và các loài thú răng ba mấu còn sinh tồn trong kỷ Creta, nhưng động vật có vú vẫn tiếp tục tiến hóa. Nhiều nhóm động vật có vú đã xoay xở để tồn tại qua sự kiện tuyệt chủng kỷ Creta–phân đại đệ Tam, là sự kiện tuyệt chủng đã loại bỏ các dạng khủng long không phải chim, cho phép động vật có vú đa dạng hóa và thống lĩnh Trái Đất cho tới nay.

## Phát sinh loài
Phát sinh loài của Theriodontia (Động vật có vú và các họ hàng đã tuyệt chủng):
THERAPSIDA
- - Biarmosuchia † (Eotitanosuchia, Phthinosuchia)
  - Dinocephalia †
  - Anomodontia †
    - Dicynodontia †
- Theriodontia
  - Gorgonopsia †
    - Gorgonopsidae †

  - Eutheriodontia
    - Therocephalia †
      - Lycosuchidae †
      - Scylacosauria †
        - Scylacosauridae †
        - Eutherocephalia †
          - Akidnognathidae † (=Annatherapsididae, Euchambersiidae, Moschorhinidae)
          - Hofmeyriidae †
          - Whaitsiidae †
          - Baurioidea †
            - Ictidosuchidae †
            - Ictidosuchopsidae †
            - Regisauridae †
            - Lycideopsidae †
            - Ericiolacertidae †
            - Bauriidae †

    - Cynodontia
      - Charassognathus †
      - Dviniidae †
      - Procynosuchidae †
      - Epicynodontia
        - Galesauridae †
        - Thrinaxodontidae †
        - Eucynodontia
          - Cynognathia †
            - Cynognathidae †
            - Diademodontidae †
            - Trirachodontidae †
            - Traversodontidae †
            - Tritylodontidae †

          - Probainognathia
            - Lumkuia †
            - Ecteninion †
            - Chiniquodontidae †
            - Probainognathidae †
            - Ictidosauria †
              - Trithelodontidae †

            - Mammaliaformes